# آتشفشان سوتارا
آتشفشان سوتارا (به اسپانیایی: Volcán Sotará) یا سِرُو آسافاتودو (به اسپانیایی: Cerro Azafatudo) آتشفشانی چینه‌ای با ارتفاعی بیش از ۴۴۰۰ متر واقع در رشته‌کوه‌های آند در جنوب کلمبیا در آمریکای جنوبی است.

## مشخصات
سوتارا آتشفشان چینه‌ای آندزیتی-داسیتی کمتر شناخته‌شده‌ای واقع در جنوب کلمبیا است. این آتشفشان در جنوب غربی آتشفشان پوراسه و در فاصلهٔ ۲۵ کیلومتری از جنوب-جنوب غربی شهر پوپایان قرار دارد. وجود ۳ کاسه آتشفشانی (کالدرا) با قطرهای ۴٬۵ کیلومتر، ۲٬۵ کیلومتر و ۱ کیلومتر بر بلندای سوتارا سبب شده تا قلهٔ آتشفشان حالتی بی‌قاعده و نامنظم داشته باشد.

## فعالیت‌های آتشفشانی
تاریخچهٔ فوران شناخته‌شده‌ای برای سوتارا وجود ندارد با وجود این در سال‌های اخیر فعالیت‌های دودخانی در این آتشفشان دیده شده است. همچنین دستگاه‌های زلزله‌نگاری در اواخر ژوئن ۲۰۱۲ وقوع بیش از ۹۰۰ زمین‌لرزهٔ کوچک در زیر آتشفشان را به ثبت رساندند.